# Saint-Étienne-du-Vigan
Saint-Étienne-du-Vigan is een gemeente in het Franse departement Haute-Loire (regio Auvergne-Rhône-Alpes) en telt 113 inwoners (2009). De plaats maakt deel uit van het arrondissement Le Puy-en-Velay.

## Geografie
De oppervlakte van Saint-Étienne-du-Vigan bedraagt 9,2 km², de bevolkingsdichtheid is dus 12,3 inwoners per km².
De onderstaande kaart toont de ligging van Saint-Étienne-du-Vigan met de belangrijkste infrastructuur en aangrenzende gemeenten.

## Demografie
Onderstaande figuur toont het verloop van het inwonertal (bron: INSEE-tellingen).